# Het Gekrookte Riet
Het Gekrookte Riet was een bevindelijk-gereformeerde geloofsstroming binnen de Nederlandse Hervormde Kerk die in 1981 ontstond uit een groep predikanten rond een gelijknamig, voormalig tijdschrift. In kerkelijke kringen werden ze soms kortweg aangeduid als Rieter(s), een naam die ze ook zelf gebruikten.

## Verspreiding
Het verspreidingsgebied van de stroming kwam min of meer overeen met de Bijbelgordel, met dit verschil dat er geen gemeenten uit Zeeland of de noordelijke provincies tot Het Gekrookte Riet behoorden. De gemeenten lagen dus ruwweg in een strook die van het zuiden van Zuid-Holland in oostnoordoostelijke richting naar de Kop van Overijssel loopt:
- Zuid-Holland: Katwijk aan Zee, Ouderkerk aan den IJssel, Leerbroek, Numansdorp, Ouddorp, Strijen, Waddinxveen, Dorpsstraat, Boven-Hardinxveld wijk 2
- Gelderland: Doornspijk, Gameren, Garderen, Harskamp, Nederhemert
- Utrecht: Houten, Maartensdijk, Montfoort, Vianen, Bakkersstraat
- Overijssel: Genemuiden, Staphorst, Vriezenveen
- Overige: Loon op Zand (Noord-Brabant), Urk, Elimkerk (Flevoland)

## Betekenis van de naam
Gekrookt, dat letterlijk gekreukt betekent, is een woord dat in de Statenvertaling gebruikt wordt, terwijl de Nieuwe Bijbelvertaling hetzelfde woord uit de Hebreeuwse grondtekst vertaalt als geknakt. De naam Het Gekrookte Riet verwijst naar een tekst uit het Bijbelboek Jesaja en uit het Evangelie volgens Matteüs:
Statenvertaling:
Het gekrookte riet zal Hij niet verbreken, en de rokende vlaswiek zal Hij niet uitblussen, totdat Hij het oordeel zal uitbrengen tot overwinning. En in Zijn Naam zullen de heidenen hopen.
De Nieuwe Bijbelvertaling:
Het geknakte riet breekt hij niet af, noch dooft hij de kwijnende vlam, totdat het recht dankzij hem overwint. Op zijn naam zullen alle volken hun hoop vestigen.
De gereformeerde predikant Bernardus Smytegelt (1665–1739) heeft over deze tekst een prekenserie gehouden, die na zijn dood is uitgegeven en zeer populair werd in bevindelijke kringen. Deze prekenserie wordt in de zondagse eredienst nog wel gebruikt.
In het eerste deel van deze Bijbelpassage citeert Jezus een tekst van de profeet Jesaja die gewoonlijk uitgelegd wordt als een aankondiging van de Messias. Met deze en soortgelijke verwijzingen naar de Tenach benadrukt de evangelist dat Jezus deze Messias is. Zijn barmhartigheid blijkt uit het feit dat hij het kwetsbare spaart, wat bevindelijken mede op hun persoon en hun geloofsstroming betrekken. De teksten in Mattheüs en Jesaja zijn de enige twee Bijbelpassages waar in de Statenvertaling het werkwoord kroken voorkomt. Ook in de Naardense Bijbelvertaling (verschenen in 2004, herzien in 2014), een letterlijke en concordante vertaling door ds. Pieter Oussoren direct gemaakt vanuit de grondtalen, wordt de term "Het gekrookte riet" gebruikt:
De Naardense Bijbelvertaling:
het gekrookte riet zal hij niet breken
en een walmende vlaspit
zal hij niet doven
totdat hij het oordeel
uitwerpt naar een overwinning.
op zijn naam zullen volkeren hopen.

## Tijdschrift
Het tweewekelijkse tijdschrift Het Gekrookte Riet werd in 1981 opgericht "tot opwekking, verbreding en verdieping van het bevindelijk-gereformeerde leven naar Schrift en Belijdenis binnen de Nederlandse Hervormde Kerk". Tjitze de Jong was de laatste jaren eindredacteur.
Het tijdschrift was de spreekbuis van de bevindelijke stroming in de Nederlandse Hervormde Kerk, rechts van de Gereformeerde Bond. Afgezien van het blad was er weinig organisatorische samenhang, behalve in de laatste jaren van het bestaan, toen er bijeenkomsten voor ambtsdragers werden georganiseerd.

## De stroming vanaf 2004
In 2004 ging het tijdschrift Het Gekrookte Riet samen met het blad Om de Hervormde kerk op in het Hervormd Kerkblad (nu: Kerkblad) van de Hersteld Hervormde Kerk. Om die reden zijn benamingen als gekrookte rietgemeente en gekrookte rietpredikant in onbruik geraakt. Tegen het Samen op Weg-proces hebben de Rieters zich altijd sterk verzet en nagenoeg alle gemeenten die tot deze groep werden gerekend zijn opgegaan in de Hersteld Hervormde Kerk. Enkele predikanten uit de stroming van Het Gekrookte Riet zijn overgegaan naar de Protestantse Kerk in Nederland die resulteerde uit "Samen op Weg".

## Bekende personen
- S. de Jong (1926-2008)
- Tj. de Jong (1942-2014)
- J. Catsburg
- J. van der Haar
- W. Roos
- K. Veldman
- A.C. Rijken
- W. Pieters